# Давайте загрязнять
«Давайте загрязнять» (англ. Let's Pollute!) — американский короткометражный сатирический мультфильм. Номинант на «Оскар»-2011 в категории «Лучший анимационный короткометражный фильм».

## Производство
Создание мультфильма заняло больше трёх лет, происходило преимущественно в домашней студии Джифви Бодо, который выступил режиссёром, сценаристом, продюсером, аниматором и композитором. Большинство изображений были нарисованы им карандашом на бумаге, а затем отсканированы для дальнейшей обработки и монтажа.
Мультфильм выдержан в манере научно-популярных образовательных мультфильмов, производившихся в США в 1950-х и 1960-х годах. Рассказчик за кадром — Джим Торнтон.

## Сюжет
Мультфильм в сатирической форме рассказывает о загрязнении окружающей среды, призывает загрязнять её дальше и даёт советы, как это делать успешнее. Повествование начинается с высадки первых испанцев на американский континент, продолжается созданием паровых машин, изобретением автомобиля, полётами в космос. Даются рекомендации немедленно всё выбрасывать при малейшей поломке, игнорировать раздельный выброс мусора, упаковывать продукты питания в большое количество упаковок, рекомендуется ничего не использовать дважды.

## Награды и номинации
- 2009 — лучший мультфильм на Кинофестивале в Орландо[1]
- 2010 — лучший мультфильм на Big Muddy Film Festival[2]
- 2011 — номинация на «Оскар» в категории «Лучший анимационный короткометражный фильм»[3].
- 2011 — Silver SpIFFy в категории «Анимация» на Spokane International Film Festival[4]